# Harry Cornick
Harry Cornick (Poole, 9 aprile 1995) è un calciatore inglese, attaccante del Bristol City.

## Carriera
Cresce nelle giovanili del Bournemouth, debutta in prima squadra il 3 gennaio 2015 nella vittoria in FA Cup per 5 a 1 ai danni del Rotherham Utd, la presenza in coppa sarà l'unica presenza in prima squadra con il club di Bournemouth. Dopo vari prestiti, tra cui Yeovil Town e Gillingham si trasferisce al Luton Town.
Con il club di Luton trova continuità e contribuisce alla doppia promozione, passando dalla League Two alla Championship.

## Statistiche

### Presenze e reti nei club
Statistiche aggiornate al 2 giugno 2025.
| Stagione            | Squadra             | Campionato          | Campionato | Campionato | Coppe nazionali | Coppe nazionali | Coppe nazionali | Coppe continentali | Coppe continentali | Coppe continentali | Altre coppe | Altre coppe | Altre coppe | Totale | Totale |
| Stagione            | Squadra             | Comp                | Pres       | Reti       | Comp            | Pres            | Reti            | Comp               | Pres               | Retin              | Comp        | Pres        | Reti        | Pres   | Reti   |
| ------------------- | ------------------- | ------------------- | ---------- | ---------- | --------------- | --------------- | --------------- | ------------------ | ------------------ | ------------------ | ----------- | ----------- | ----------- | ------ | ------ |
| 2013-gen. 2014      | Welling Utd         | FC                  | 5          | 1          | -               | -               | -               | -                  | -                  | -                  | -           | -           | -           | 5      | 1      |
| gen.-giu. 2014      | Aldershot Town      | FC                  | 2          | 0          | -               | -               | -               | -                  | -                  | -                  | -           | -           | -           | 2      | 0      |
| 2014-2015           | Bournemouth         | FLC                 | -          | -          | FACup           | 1               | 0               | -                  | -                  | -                  | -           | -           | -           | 1      | 0      |
| 2015-2016           | Yeovil Town         | FL2                 | 36         | 6          | CdL+FACup       | 1+1             | 0               | -                  | -                  | -                  | -           | -           | -           | 38     | 6      |
| 2016-gen. 2017      | Leyton Orient       | FL2                 | 11         | 1          | CdL             | 1               | 0               | -                  | -                  | -                  | -           | -           | -           | 12     | 1      |
| gen.-giu. 2017      | Gillingham          | FL1                 | 6          | 0          | CdL             | -               | -               | -                  | -                  | -                  | -           | -           | -           | 6      | 0      |
| 2017-2018           | Luton Town          | FL2                 | 37         | 5          | FACup+CdL       | 2+2             | 0               | -                  | -                  | -                  | -           | -           | -           | 41     | 5      |
| 2018-2019           | Luton Town          | FL1                 | 32         | 6          | FACup+CdL       | 2+1             | 2               | -                  | -                  | -                  | -           | -           | -           | 35     | 8      |
| 2019-2020           | Luton Town          | FLC                 | 45         | 9          | CdL+FACup       | 2+1             | 0               | -                  | -                  | -                  | -           | -           | -           | 48     | 9      |
| 2020-2021           | Luton Town          | FLC                 | 40         | 1          | CdL+FACup       | 2+1             | 0               | -                  | -                  | -                  | -           | -           | -           | 43     | 1      |
| 2021-2022           | Luton Town          | FLC                 | 38+2       | 12         | CdL+FACup       | 1+2             | 0+1             | -                  | -                  | -                  | -           | -           | -           | 43     | 13     |
| 2022-gen. 2023      | Luton Town          | FLC                 | 19         | 1          | CdL+FACup       | 1+3             | 0+1             | -                  | -                  | -                  | -           | -           | -           | 21     | 2      |
| Totale Luton Town   | Totale Luton Town   | Totale Luton Town   | 211+2      | 34         |                 | 20              | 4               |                    | -                  | -                  |             | -           | -           | 233    | 38     |
| gen.-giu. 2023      | Bristol City        | FLC                 | 17         | 1          | CdL+FACup       | 0               | 0               | -                  | -                  | -                  | -           | -           | -           | 17     | 1      |
| 2023-2024           | Bristol City        | FLC                 | 39         | 2          | CdL+FACup       | 2+4             | 1+0             | -                  | -                  | -                  | -           | -           | -           | 45     | 3      |
| 2024-gen. 2025      | Bristol City        | FLC                 | 3+1        | 1+0        | CdL             | 1               | 0               | -                  | -                  | -                  | -           | -           | -           | 5      | 1      |
| Totale Bristol City | Totale Bristol City | Totale Bristol City | 59+1       | 4          |                 | 7               | 1               |                    |                    |                    |             |             |             | 67     | 5      |
| Totale Carriera     | Totale Carriera     | Totale Carriera     | 333        | 46         |                 | 31              | 5               |                    | -                  | -                  |             | -           | -           | 364    | 51     |

## Palmarès

### Club

#### Competizioni nazionali
- Football League One: 1

Luton Town: 2018-2019